# Пишевари, Сеид Джафар
Сеид Джафар Пишевари (настоящее имя Мирджафар Джавадзаде, перс. سید جعفر پیشه‌وری‎, азерб. Seyid Cəfər Pişəvəri; 1892, Ардебиль — 11 июня 1947, Баку) — революционер, деятель азербайджанского национально-освободительного движения в Иране, член РСДРП, один из основателей Коммунистической партии Ирана, председатель Азербайджанской демократической партии, глава Демократической Республики Азербайджан.

## Биография
Мир Джафар Джавад-заде родился в 1892 году в азербайджанской семье, в селе Зейвя провинции Халхаль в Иранском Азербайджане. В 1905 году он переехал из Южного Азербайджана (Иран) в Северный Азербайджан (Российская Империя) в Баку и стал работать сельским учителем в Хырдалане. Тогда же он познакомился с марксизмом, вступил в РСДРП и начал заниматься революционной деятельностью. Был одним из основателей организации «Адалят», под именем Джавад-заде Халхали. С развитием революционных событий в России и основанием под их влиянием Гилянской советской республики, в 1920 году возвращается в Иран. Назначен комиссаром иностранных дел республики, а на первом съезде Коммунистической партии Ирана — избран членом ЦК и редактором печатного органа партии. Участвовал в III Конгрессе Коминтерна и с 1929 года занимал пост первого секретаря ЦК КПИ.

Всю свою жизнь Пишевари посвятил борьбе за независимость иранского Азербайджана. Известно, что в результате подписания Туркменчайского договора этническая азербайджанская территория была разделена между царской Россией и Ираном. С 1828 года Южный Азербайджан, попавший под власть Ирана,
 находился под жестоким гнетом шаха, азербайджанцев-тюрков подвергали жестоким гонениям только за то, что они говорили на родном языке. В начале XX-го века в период процветания революционных идей в разваливающейся к тому времени России, в годы образования на территории северного Азербайджана первой на всем Востоке Демократической Республики, тюрки Южного Азербайджана объединились в едином освободительном движении, возглавляемым Сейидом Джафаром Пишевари. Он и его идейные сподвижники открыли первую школу на тюркском языке, добились открытия первого тюркского радио, народной консерватории.
В годы Второй мировой войны Сталин, стремящийся присоединить к землям СССР и Южный Азербайджан, полностью поддержал Пишевари и под видом распространения идей большевизма добился переселения из Советского Азербайджана нескольких сотен рабочих и крестьян в города Тебриз, Ардебиль.
За свою деятельность Пишевари 1931 по 1941 год находился в заключении в иранских тюрьмах. После освобождения Пишевари основал левоопозицонную газету «Азхир» (Azhir), в которой критиковалась Иранская партия Туде, за излишнюю закрытость.
В 40-е годы вокруг Пишевари объединились и курды Ирана.
Иранский шах под давлением СССР позволил Пишевари избраться в 1944 году в 14-й Меджлис Ирана, но его не допустили к участию в парламентской деятельности и в полномочиях ему было отказано.
Однако воссоединение Южного и Северного Азербайджана, усиление нового второго тюркского государства на Востоке после Турецкой Республики никак не входило в планы Европы и Америки, и они категорически стали этому препятствовать, что было на руку иранскому шаху.

Могила Сеид Джафара Пишевари в Аллее почётного захоронения, Баку.

Пишевари, борясь за независимость Южного Азербайджана, для начала требовал автономии.
6 сентября 1945 года в Иранском Азербайджане была создана Демократическая партия Азербайджана (ДПА), лидером которой стал Пишевари. Партия поглотила местные подразделения «Туде» и рабочие профсоюзы. Пишевари выступал за автономию Азербайджана. В одном из своих выступлений он заявил: «Мы против персидского шовинизма, мы за то, чтобы иметь автономию в пределах Ирана». В конце 1945 года, с помощью Советского Союза, ДПА сформировала Автономное Правительство Азербайджана, во главе которого встал Пишевари.
После вывода советских войск из Ирана в ноябре 1946 года, вошедшая в регион иранская армия положила конец автономному правительству. Пишевари и его кабинет, а также другие лидеры партии бежали в Баку.
Советское правительство вместе с иранским шахом совместно спланировали убийство Пишевари. Водителю было поручено инсценировать автокатастрофу по пути в Нуху — водитель машины выехал с правой на левую (встречную) полосу движения и въехал в дорожный столб той стороной машины в которой находился Пишевари. 11 июня 1947 года по дороге из Гянджи в Евлахский район, недалеко от города Евлах автомобиль, в котором находился Пишевари, на высокой скорости въехал по одним данным в столб, по другим — в дерево именно с той стороны, где он сидел. Смертельно травмированного Сеида Джафара через 5 часов доставили в соседний город в обычную поликлинику, где он и скончался от потери крови. В связи с гибелью руководителя народной партии Южного Азербайджана было возбуждено следственное дело.
Именем Сеид Джафара Пишевари названы улица и гимназия в Баку.